# Mieleszkowce Zalesiańskie
Mieleszkowce Zalesiańskie [mjɛlɛʂˈkɔft͡sɛ zalɛˈɕaɲskʲɛ] est un village polonais de la gmina de Kuźnica dans le powiat de Sokółka et dans la voïvodie de Podlachie.